# Старые Юрковичи (Гомельская область)
Старые Ю́рковичи (бел. Старыя Юркавічы) — деревня в Маложинском сельсовете Брагинском районе Гомельской области Белоруссии.

## География

### Расположение
В 11 км на юго-восток от Брагина, 40 км от железнодорожной станции Хойники (на ветке Василевичи — Хойники от линии Калинковичи — Гомель), 130 км от Гомеля.

### Гидрография
На севере сеть мелиоративных каналов.

## Транспортная сеть
Транспортные связи по просёлочной, затем автомобильной дороге Комарин — Хойники.
Планировка состоит с чуть изогнутой широтной улицы, застроенной деревянными домами усадебного типа.

## История
Известна с XIX века как деревня Юрковичи в Речицком повете Минской губернии. Некоторое время существовали два населённых пункта: село Старые Юрковичи и деревня Новые Юрковичи. В 1862 году находились усадьба помещика, 2 ветряные мельницы). В 1877 году в селе Старые Юрковичи построена церковь, в деревня Новые Юрковичи с 1880 года действовал хлебозапасный магазин, с 1884 года работало народное училище (в 1889 году 80 учеников). В 1885 году работали школа, церковь, 5 ветряных мельниц, лавка. В 1890-х годах деревня Новые Юрковичи присоединилась к селу. Центр волости, в состав которой в 1890 году входили 10 населённых пунктов с 1434 дворами. Согласно переписи 1897 года располагались церковь, народное училище, 2 хлебозапасных магазина, 3 лавки, трактир. В 1909 г. 3795 десятин земли, действовали лечебный пункт и винная лавка. Во время оккупации германской армией в декабре 1918 года жители деревни убили гетманского волостного голову, обезоружили отряд немецких солдат и отправили их в Гомель.
С 8 декабря 1926 года в составе БССР. В 1931 году организован колхоз. В 1959 году в составе колхоза «XVIII партсъезд» (центр — деревня Кривча).
До 31 октября 2006 года в составе Дублинского сельсовета. С 31 октября 2006 года по 16 декабря 2009 года в составе Чемерисского сельсовета.

## Население

### Численность
- 2004 год — 24 хозяйства, 41 житель.

### Динамика
- 1862 год — 551 житель мужского пола.
- 1885 год — 274 двора, 1666 жителей.
- 1897 год — 352 двора (согласно переписи).
- 1959 год — 294 жителя (согласно переписи).
- 2004 год — 24 хозяйства, 41 житель.